# Paralinhomoeus staurensis
Paralinhomoeus staurensis is een rondwormensoort uit de familie van de Linhomoeidae. De wetenschappelijke naam van de soort is voor het eerst geldig gepubliceerd in 1940 door Allgén.